# Cathorops
Cathorops és un gènere de peixos de la família dels àrids i de l'ordre dels siluriformes.

## Morfologia
- Són espècies de mida petita, ja que la longitud màxima no depassa els 360 mm.[2]
- Tenen 3 parells de barbes sensorials al mentó i a ambdues mandíbules.
- Obertura branquial restringida als costats per l'adhesió de les membranes branquials al pit.
- Les dents de les mandíbules es troben distribuïdes en diverses files: les anteriors més petites que les posteriors.[3]

## Hàbitat
Són espècies d'aigua dolça i salobre.

## Distribució geogràfica
Es troba des del sud de Mèxic fins a Sud-amèrica.

## Taxonomia
- Cathorops agassizii (Eigenmann & Eigenmann, 1888)[5]
- Cathorops aguadulce (Meek, 1904)
- Cathorops arenatus (Valenciennes, 1840)[6][7]
- Cathorops belizensis (Marceniuk & Betancur-R., 2008)[8]
- Cathorops dasycephalus (Günther, 1864)[9]
- Cathorops festae (Boulenger, 1898)
- Cathorops fuerthii (Steindachner, 1877)
- Cathorops higuchii (Marceniuk & Betancur-R., 2008)[8]
- Cathorops hypophthalmus (Steindachner, 1877)
- Cathorops kailolae (Marceniuk & Betancur-R., 2008)[8]
- Cathorops laticeps (Günther, 1864)[9]
- Cathorops manglarensis (Marceniuk, 2007)[10]
- Cathorops mapale (Betancur-R. & Acero, 2005)[11]
- Cathorops melanopus (Günther, 1864)
- Cathorops multiradiatus (Günther, 1864)
- Cathorops puncticulatus (Valenciennes a Cuvier & Valenciennes, 1840)
- Cathorops spixii (Agassiz, 1829)
- Cathorops steindachneri (Gilbert & Starks, 1904)
- Cathorops tuyra (Meek & Hildebrand, 1923)
- Cathorops variolosus (Valenciennes a Cuvier & Valenciennes, 1840)[12][13][14][15][16][17][18][3][19]